# Sabine Bock

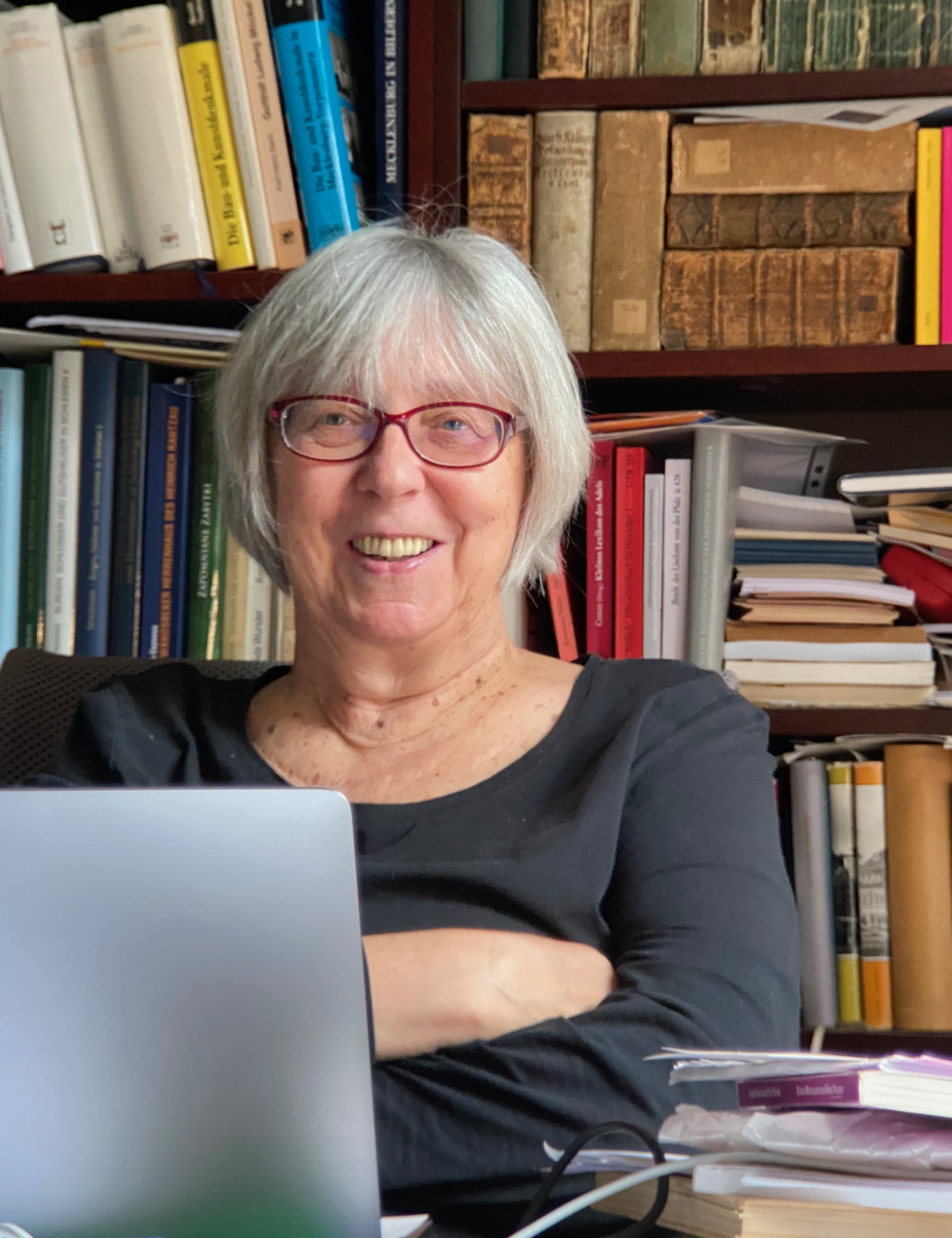
Sabine Bock (2020)

Sabine Bock (* 1954 in Ilmenau) ist eine deutsche Architekturhistorikerin, Denkmalpflegerin und Hochschullehrerin. Sie veröffentlichte Schriften und Aufsätze zur Architektur- und Baugeschichte Mecklenburgs, Pommerns und des Ostseeraums.

## Leben
Sabine Bock studierte von 1973 bis 1978 Architektur an der Hochschule für Architektur und Bauwesen in Weimar. Nach dem Abschluss als Diplom-Ingenieur-Architektin nahm sie von 1978 bis 1981 ein Forschungsstudium auf. 1982 wurde sie zum Dr.-Ing. im Fachgebiet Denkmalpflege promoviert.
Von 1981 bis 1987 arbeitete sie zunächst als Konservatorin, später Oberkonservatorin am Institut für Denkmalpflege der DDR in Schwerin. 1987 verließ sie die DDR. Sie arbeitete bis 1989 in München und anschließend – ab 1993 als Oberkonservatorin – bis 1997 in Bamberg als wissenschaftliche Mitarbeiterin am Bayerischen Landesamt für Denkmalpflege.
An der Fachhochschule Coburg übernahm sie 1996/97 einen Lehrauftrag für Altbausanierung und Sanierungstechnologie im Fachbereich Architektur/Innenarchitektur. Seit dem Wintersemester 1997 war sie Professorin für Altbausanierung, Architekturgeschichte und Denkmalpflege in Coburg. An der Universität Bamberg lehrte sie innerhalb des Masterstudiengangs Heritage Conservation – Denkmalpflege das Fach „Praktische Denkmalpflege“. Im Jahr 2005 ging sie aus gesundheitlichen Gründen in den Ruhestand und lebt seitdem in Schwerin.
Sie ist verheiratet mit dem Fotografen und Verleger Thomas Helms.

## Schriften (Auswahl)
- mit Thomas Helms (Fotografien): Kirchen und Rügen auf Hiddensee. Edition Temmen, Bremen 1992.
- mit Thomas Helms (Fotografien): Schlösser und Herrenhäuser auf Rügen. Edition Temmen, Bremen 1993 [2. erweiterte und überarbeitete Auflage 2004; 3. aktualisierte Auflage 2011].
- mit Norbert Buske: Wolgast. Herzogliche Residenz und Schloss, Kirchen und Kapellen, Hafen und Stadt. Thomas Helms Verlag Schwerin 1995, ISBN 3-931185-05-2.
- Schwerin: Die Altstadt. Stadtplanung und Hausbestand im 20. Jahrhundert. (Beiträge zur Architekturgeschichte und Denkmalpflege. Band 1) Thomas Helms Verlag, Schwerin 1996, ISBN 3-931185-08-7
- (Bearbeitung, Herausgabe und Kommentierung): Thomas Nugent: Reisen durch Deutschland und vorzüglich durch Mecklenburg. Thomas Helms Verlag, Schwerin 1998, ISBN 3-931185-22-2. [2., überarbeitete Auflage 2000]
- Denkmäler der Technik-, Industrie- und Verkehrsgeschichte. In: Achim Hubel: Denkmalpflege : Geschichte – Themen – Aufgaben; eine Einführung (Reclams Universal-Bibliothek; Nr. 18813). Stuttgart 2006. ISBN 978-3-15018-358-8. S. 186–213; 2., durchges. und aktualisierte Auflage. Stuttgart 2011, ISBN 978-3-15018-813-2, S. 214–243 [4., aktualisierte und erweiterte Auflage. Stuttgart 2019, ISBN 978-3-15-019617-5], S. 217–246.
- Gutsanlagen und Herrenhäuser. Betrachtungen zu den historischen Kulturlandschaften Mecklenburg und Vorpommern. Hrsg. von der Landeszentrale für politische Bildung Mecklenburg-Vorpommern. Thomas Helms Verlag, Schwerin 1996. [2. erweiterte und überarbeitete Auflage 2001; 3. überarbeitete Auflage 2007].
- Über den Wert der Denkmale und die Probleme damit umzugehen. Überlegungen zur Geschichte der Denkmalwerte, dargestellt an Beispielen aus Mecklenburg-Vorpommern. Thomas Helms Verlag, Schwerin 2001, ISBN 3-931185-99-0
- mit Thomas Helms: Schlösser und Herrenhäuser auf Rügen. Edition Temmen, Bremen 2004. [3., aktualisierte Auflage 2011]. ISBN 978-3-86108-912-4.
- Zwischen Bothmer, Christianensburg und Ludwigslust. Herrschaftliches Bauen in Mecklenburg um 1750. In: Matthias Manke, Ernst Münch (Hrsg.): Verfassung und Lebenswirklichkeit. Der Landesgrundgesetzliche Erbvergleich von 1755 und seine Zeit. Lübeck 2006. ISBN 3-7950-3742-5, S. 279–296.
- mit Thomas Helms (Fotografien): Boldevitz. Geschichte und Architektur eines rügenschen Gutes. Thomas Helms Verlag, Schwerin 2007. ISBN 978-3-935749-92-3.
- Herrenhäuser im Wandel der Zeiten. Begleitheft zur Ausstellung der Stiftung Mecklenburg. Thomas Helms Verlag, Schwerin 2008. 2. Auflage 2011. ISBN 978-3-940207-73-9.
- Herrschaftliche Wohnhäuser auf den Gütern und Domänen in Mecklenburg-Strelitz. Architektur und Geschichte. (Beiträge zur Architekturgeschichte und Denkmalpflege; Band 7.1–3). Thomas Helms Verlag, Schwerin 2008. ISBN 978-3-935749-05-3.
- Von anonymen Baumeistern zu berühmten Architekten. Ihr Wirken zwischen Malchin, Altentreptow und Demmin. In: Grenzregion zwischen Pommern und Mecklenburg. Schriften des Fördervereins Demminer Regionalmuseum e. V.; Band 7: Vorträge 2010. Architektur. Thomas Helms Verlag, Schwerin 2011. ISBN 978-3-940207-65-4.
- Plüschow. Geschichte und Architektur eines mecklenburgischen Gutes. Thomas Helms Verlag, Schwerin 2013. ISBN 978-3-940207-60-9.
- Die Dorfkirchen von Cölpin, Holzendorf und Krumbeck. Thomas Helms Verlag, Schwerin 2013. ISBN 978-3-944033-04-4.
- Großherzogliche Kunst im Schloss Ludwigslust. Fürstenabfindung, Enteignung und Restitution. Thomas Helms Verlag, Schwerin 2014. ISBN 978-3-940207-98-2. [2., aktualisierte Auflage: Schwerin 2023]. ISBN 978-3-944033-62-4.
- Auf Spurensuche in Mecklenburg. Zeugnisse der Hohen Jagd am herzoglichen Hof. In: Jagdlandschaften in Mitteleuropa. Bonn 2015. S. 329–360
- Herausgabe mit Kilian Heck und Jana Olschewski: Schlösser und Herrenhäuser der Ostseeregion. Castle and Manor Houses in the Baltic Sea Region. Thomas Helms Verlag, Schwerin 2017, ISBN 978-3-944033-24-2. [Darin der Beitrag Haben Häuser einen Stammbaum? Wie sich der Bautyp »Herrenhaus« entwickelt hat., S. 301–358.]
- Die Bauten des pommerschen Adels im 16. und frühen 17. Jahrhundert. Ihre Nähe zu den herzoglichen Schlössern. In: Rafał Makała (Hrsg.): Unbekannte Wege. Die Residenzen der Pommernherzöge und der verwandten Dynastien als Kunstzentren und Stationen künstlerischer Migration zwischen Reformation und Dreißigjährigem Krieg. Thomas Helms Verlag, Schwerin 2018. ISBN 978-3-944033-58-7, S. 147–177.
- Die Bedeutung von archivalischen Quellen für die Hausforschung. Drei kommentierte Inventare aus Mecklenburg. In: Wolfgang Dörfler, Robert Gahde und Luise Knoop (Hrsg.): Historische Hausforschung im Archiv. Heidenau 2018. ISBN 978-3-86707-845-0, S. 236–251
- Schwedische Einflüsse in der pommerschen und baltischen Architektur des 17. und 18. Jahrhunderts. In: Dänemark und der Hausbau im Norden. Petersberg 2019. ISBN 978-3-7319-0713-8, S. 229–238
- Herrenhäuser in Estland | Mõisad Eestis. Deutsch-estnisch, illustriert von Thomas Helms und von Sigrid Parts ins Estnische übertragen. Thomas Helms Verlag, Schwerin 2020, ISBN 978-3-944033-29-7.
- Herrenhäuser und Gutsanlagen – Fehlanzeige im "Mecklenburgischen Planschatz." In: Der Mecklenburgische Planschatz, Essays. Dresden 2020, S. 136–143.
- »Das Wohnhaus ist verfallen, und stehen nur noch drei niedrige Gebiete von der kleinen Stuben, das andere ist zusammen hinweg […]«. Von der Burg zum Herrenhaus. Die Auswirkungen des Dreißigjährigen Krieges auf die Entwicklung der ostelbischen Herrenhäuser. In: Von der Burg zu Festung. Der Wehrbau in Deutschland und Europa zwischen 1450 und 1600. (Forschungen zu Burgen und Schlössern; 18). Petersberg 2021, S. 337–347.
- Herrenhäuser | Manor Houses. Entwicklung eines Bautyps im Ostseeraum | Development of a Building Type around the Baltic Sea.
  - Teil 1: Die Vorgeschichte | Part 1: The Background. Thomas Helms Verlag, Schwerin 2022. ISBN 978-3-944033-33-4.
  - Teil 2: Die Anfänge | Part 2: The Beginning. Thomas Helms Verlag, Schwerin 2023. ISBN 978-3-944033-34-1.
  - Teil 3: Die Blütezeit | Part 2: The Heyday. Thomas Helms Verlag, Schwerin 2025. ISBN 978-3-944033-66-2.
- mit Thomas Helms (Fotografien): Bothmer. Geschichte und Gegenwart eines mecklenburgischen Schlosses. Thomas Helms Verlag, Schwerin 2022. ISBN 978-3-944033-64-8.
- Rügen. Burgen und Schlösser, Kirchen und Kapellen, Rittersitze und Herrenhäuser. Thomas Helms Verlag, Schwerin 2022. ISBN 978-3-944033-42-6.
- Rügen. Burgen und Schlösser, Kirchen und Kapellen, Rittersitze und Herrenhäuser. Hiddensee, Öhe, Ummanz, Vilm. Thomas Helms Verlag, 2. überarbeitete und erweiterte Auflage, Schwerin 2024. ISBN 978-3-944033-92-1.

## Links
- Vortrag: Herrenhäuser im Baltikum. Neue Nutzungen seit 1919. Hrsg. Deutsches Kulturforum östliches Europa, Potsdam, Premiere am 14. Dezember 2020, Beitrag, Hrsg. YouTube
- Von Bauten, Bauern und Baronen. Martin Pabst spricht mit Prof. Dr. Sabine Bock über die Herrenhausforschung in den baltischen Ländern. Podcast des Deutschen Kulturforums östliches Europa vom 8. August 2023.
- Kurzfilm von Anne Gänsicke im NDR: Ein Faible für alte Gemäuer.
- Der Gutshauspod: Verluste im Bauerbe, Hrsg. Spotify
- Sabine Bock/Thomas Helms Verlag

## Auszeichnungen
Für das Manuskript zum dreibändigen Werk Herrschaftliche Wohnhäuser auf den Gütern und Domänen in Mecklenburg-Strelitz. Architektur und Geschichte wurde Sabine Bock 2007 mit dem Annalise-Wagner-Preis ausgezeichnet. Am 8. September 2013 erhielt sie den zum sechsten Mal verliehenen Friedrich-Lisch-Denkmalpreis des Landes Mecklenburg-Vorpommern. Die Böckler-Mare-Balticum-Stiftung unterstützte 2016 ihre Vorbereitung für das Buchprojekt Herrenhäuser im Ostseeraum mit einem Reisestipendium, 2021 den ersten Band, 2023 den zweiten Band und 2025 den dritten Band mit einem Druckkostenzuschuss. Auch die Historische Kommission für Pommern gewährte Zuschüsse für die Drucklegung dieser Bände. Der zweite und dritte Band wurde auch von der Zeit-Stiftung Ebelin und Gerd Bucerius unterstützt. Die Drucklegung des dritten Bandes unterstützten außerdem der Bürgerfonds Kultur des Landes Mecklenburg-Vorpommern, die Dr. Julius und Günter Budde Stiftung und die Rethmann Stiftung.

## Mitgliedschaften
- seit 1998: Deutsches Nationalkomitee von ICOMOS
- seit 2003: Historische Kommission für Pommern
- seit 2003: Historische Kommission für Mecklenburg
- 2007–2018: Präsidium der Deutschen Burgenvereinigung e. V.
- 2007–2019: Stiftungsrat der Stiftung Kulturerbe im ländlichen Raum Mecklenburg-Vorpommern